# 깊은 생각
깊은 생각(Deep Thought)은 더글러스 애덤스의 과학소설 《은하수를 여행하는 히치하이커를 위한 안내서》에 등장하는 상상의 컴퓨터이다.

## 줄거리
소설 속에서 깊은 생각은 '삶과 우주, 그리고 모든 것에 대한 궁극적인 답'을 찾기 위해 만들어졌다. 결국 컴퓨터는 750만 년 동안 계산을 한 결과 42라는 답을 계산해 내지만, 깊은 생각의 제작자들은 정작 이 답에 대한 질문이 무엇인지 모르고 있었다는 것을 깨닫는다. 깊은 생각 자신도 궁극의 질문이 무엇인지에 대한 대답은 내놓지 못한 채, 결국 42라는 답에 대한 질문이 무엇인지를 계산하기 위해 더욱 강력한 컴퓨터(지구)를 제작할 것을 제안한다. 천만 년 동안 계산을 하고 결과를 내어 놓기 5분을 남겨놓고 지구는 보곤 공병함대에 의해 파괴된다.
원작 라디오 시리즈에선, Geoffrey McGivern이 그 목소리를 담당했고, 후의 LP 녹음과 TV 시리즈에선 Valentine Dyall가 목소리를 연기했다.
체스 세계 챔피언 개리 카스파로프를 꺾었던 컴퓨터 딥 블루의 이전 모델도 이 소설 속의 컴퓨터의 이름을 따라 딥 소트(Deep Thought)라 명명되었다. 이후 세대 체스 컴퓨터들의 이름은 딥 프리츠, 딥 주니어 등으로 이어진다.